# Juliusz Migasiewicz
Juliusz Migasiewicz (ur. 21 sierpnia 1953 r. w Kaliszu) – polski profesor nauk kultury fizycznej, specjalizujący się w teorii sportu i teorii wychowania fizycznego, trener lekkoatletyki, rektor Akademii Wychowania Fizycznego we Wrocławiu od 2008 roku.

## Życiorys
Urodził się w 1953 roku w Kaliszu, gdzie uczęszczał kolejno do szkoły podstawowej i szkoły średniej. Po uzyskaniu świadectwa maturalnego rozpoczął w 1973 roku studia na Akademii Wychowania Fizycznego we Wrocławiu na kierunku wychowania fizycznego o specjalności trenerskiej, które ukończył uzyskaniem tytułu magistra cztery lata później. Podjął następnie pracę na macierzystej uczelni, kontynuując dalsze studia. W 1988 roku otrzymał stopień naukowy doktora na podstawie pracy pt.: Znaczenie siły mięśniowej dla sprawności motorycznej dzieci i młodzieży w wieku 7-15 lat, napisanej pod kierunkiem prof. Mariana Kazimierza Golemy. W 2000 roku po pomyślnie zdanym kolokwium habilitacyjnym oraz obronie rozprawy naukowej zatytułowanej Wybrane przejawy sprawności motorycznej dziewcząt i chłopców w wieku 7-18 lat na tle ich rozwoju morfologicznego nadano mu stopień naukowy doktora habilitowanego. W 2008 roku prezydent Lech Kaczyński mianował go profesorem zwyczajnym.
Od samego początku swojej pracy naukowo-dydaktycznej związany był z Katedrą, a następnie Zakładem Lekkoatletyki, gdzie pełnił w latach 1993–2002 funkcję kierownika Zakładu Lekkoatletycznych Konkurencji Technicznych, a od 2002 roku kierownika Katedry Teorii i Metodyki Dyscyplin Sportowych. Jednocześnie podlegała mu Pracownia Badań w Sporcie Wyczynowym. Od 2008 roku stoi na czele Katedry Dydaktyki Sportu i Zakładu Teorii Treningu Sportowego. W 2001 roku powołano go na został na stanowisko prorektora ds. dydaktyki oraz spraw studenckich i sportu, które sprawował do 2008 roku, kiedy decyzją Kolegium Elektorów objął funkcję rektora macierzystej uczelni.

## Dorobek naukowy i nagrody oraz odznaczenia
W swoich pracach naukowych zajmuje się tematyką związaną z badaniami wieloaspektowych uwarunkowań motoryczności człowieka oraz jego wyników w sportach indywidualnych. Jest autorem ponad 160 publikacji naukowych oraz autorem lub współautorem czy redaktorem naukowym 20 książek związanych z teorią treningu sportowego, antropomotoryki i aktywności ruchowej niepełnosprawnych. 
Za swoją działalność zawodową i społeczną został wyróżniony następującymi wieloma odznaczeniami, w tym Srebrnym Krzyżem Zasługi, Złotą Odznaką Zasłużonego Działacza Kultury Fizycznej, Złotym Medalem za Zasługi dla Ruchu Olimpijskiego, Złotą Odznaką za Zasługi dla Sportu oraz Medalem Zasłużonego dla Akademii Wychowania Fizycznego we Wrocławiu.